# Ус (Франция)
Ус (фр. Ousse) — коммуна во Франции, находится в регионе Аквитания. Департамент — Атлантические Пиренеи. Входит в состав кантона Пе-де-Морлаас и дю Монтанерес. Округ коммуны — По.
Код INSEE коммуны — 64439.

## География

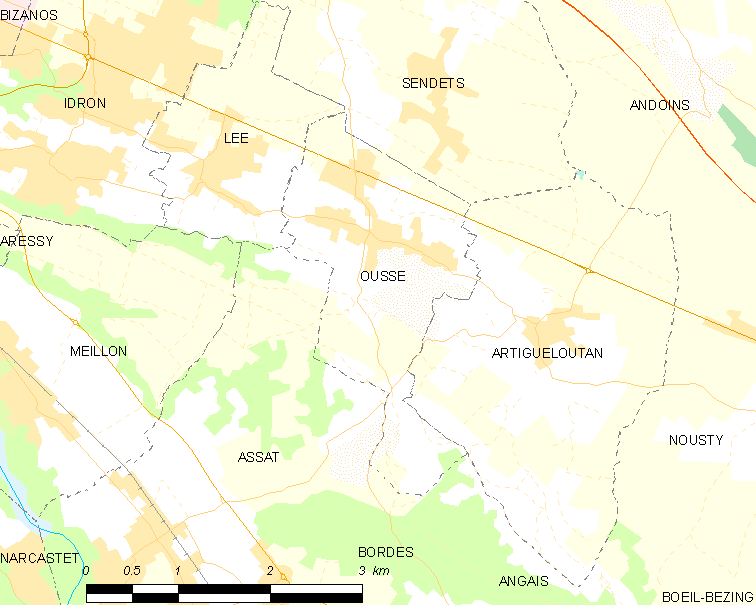
Карта коммуны

Коммуна расположена приблизительно в 660 км к югу от Парижа, в 175 км южнее Бордо, в 9 км к востоку от По.
По территории коммуны протекает река Ус.

### Климат
Климат тёплый океанический. Зима мягкая, средняя температура января — от +5°С до +13°С, температуры ниже −10 °C бывают редко. Снег выпадает около 15 дней в году с ноября по апрель. Максимальная температура летом порядка 20-30 °C, выше 35 °C бывает очень редко. Количество осадков высокое, порядка 1100 мм в год. Характерна безветренная погода, сильные ветры очень редки.

## Население
Население коммуны на 2010 год составляло 1519 человек.
| 1962 | 1968 | 1975 | 1982 | 1990 | 1999 | 2010 |
| ---- | ---- | ---- | ---- | ---- | ---- | ---- |
| 356  | 406  | 636  | 769  | 937  | ...  | 1519 |

## Администрация
| Период | Период | Фамилия        | Партия | Примечания |
| ------ | ------ | -------------- | ------ | ---------- |
| 2001   | 2008   | Серж Равассон  |        |            |
| 2008   | 2020   | Жан-Клод Бурья |        |            |

## Экономика
В 2010 году среди 1036 человек трудоспособного возраста (15-64 лет) 756 были экономически активными, 280 — неактивными (показатель активности — 73,0 %). Из 756 активных жителей работали 724 человека (378 мужчин и 346 женщин), безработных было 32 (14 мужчин и 18 женщин). Среди 280 неактивных 109 человек были учениками или студентами, 96 — пенсионерами, 75 были неактивными по другим причинам.

## Города-побратимы
- Альфахарин (Испания, с 1994)